# Лоріер (Вашингтон)
Лоріер (англ. Laurier) — переписна місцевість (CDP) в США, в окрузі Феррі штату Вашингтон. Населення — 4 особи (2020).

## Географія
Лоріер розташований за координатами 48°59′50″ пн. ш. 118°13′29″ зх. д. / 48.99722° пн. ш. 118.22472° зх. д. (48.997348, -118.224648).  За даними Бюро перепису населення США в 2010 році переписна місцевість мала площу 0,16 км², уся площа — суходіл.

### Клімат
| Клімат : Лоріер         | Клімат : Лоріер | Клімат : Лоріер | Клімат : Лоріер | Клімат : Лоріер | Клімат : Лоріер | Клімат : Лоріер | Клімат : Лоріер | Клімат : Лоріер | Клімат : Лоріер | Клімат : Лоріер | Клімат : Лоріер | Клімат : Лоріер | Клімат : Лоріер |
| Показник                | Січ.            | Лют.            | Бер.            | Квіт.           | Трав.           | Черв.           | Лип.            | Серп.           | Вер.            | Жовт.           | Лист.           | Груд.           | Рік             |
| Абсолютний максимум, °C | 13,9            | 14,4            | 22,8            | 33,3            | 38,9            | 39,4            | 42,8            | 41,1            | 40,6            | 29,4            | 16,1            | 13,3            | 42,8            |
| Середній максимум, °C   | −1,2            | 3,3             | 9,6             | 16,8            | 22,1            | 25,6            | 30,7            | 30,1            | 23,8            | 14,6            | 4,7             | −0,1            | 15,0            |
| Середній мінімум, °C    | −9,4            | −7,3            | −3,8            | 0,1             | 4,3             | 8,1             | 10,0            | 9,3             | 5,2             | 0,8             | −3              | −7              | 0,6             |
| Абсолютний мінімум, °C  | −35,6           | −34,4           | −25             | −11,7           | −8,9            | −2,2            | −1,1            | −0,6            | −7,8            | −14,4           | −25,6           | −35,6           | −35,6           |
| Норма опадів, мм        | 53              | 35              | 32              | 34              | 46              | 52              | 27              | 28              | 31              | 40              | 53              | 56              | 487             |
| Днів з опадами          | 14              | 10              | 10              | 9               | 11              | 11              | 6               | 6               | 7               | 10              | 14              | 14              | 122,0           |
| ----------------------- | --------------- | --------------- | --------------- | --------------- | --------------- | --------------- | --------------- | --------------- | --------------- | --------------- | --------------- | --------------- | --------------- |
| Джерело:                |                 |                 |                 |                 |                 |                 |                 |                 |                 |                 |                 |                 |                 |

## Демографія
Згідно з переписом 2010 року, у переписній місцевості мешкала 1 особа в 1 домогосподарстві у складі 0 родин. Густота населення становила 6 осіб/км².  Було 3 помешкання (19/км²).
Расовий склад населення:
|  |

До двох чи більше рас належало 100,0 %. Частка іспаномовних становила 0,0 % від усіх жителів.
За віковим діапазоном населення розподілялося таким чином: 0,0 % — особи молодші 18 років, 100,0 % — особи у віці 18—64 років, 0,0 % — особи у віці 65 років та старші. Медіана віку мешканця становила 31,5 року. На 100 осіб жіночої статі у переписній місцевості припадало 0,0 чоловіків;  на 100 жінок у віці від 18 років та старших — 0,0 чоловіків також старших 18 років.
Цивільне працевлаштоване населення становило 0 осіб. 